# Rhagomys longilingua
Rhagomys longilingua is een zoogdier uit de familie van de Cricetidae. De wetenschappelijke naam van de soort werd voor het eerst geldig gepubliceerd door Luna & Patterson in 2003.